# Identi.ca

Logo služby identi.ca

identi.ca je sociální síť a mikroblogovací služba postavená na svobodném a otevřeném software StatusNet s licencí Affero GPL implementujícím specifikaci OStatus v PHP. Svým uživatelům umožňuje zveřejňovat zprávičky dlouhé až 140 znaků. V základu se podobá známější službě Twitter, ale nabízí navíc například integraci s protokolem XMPP. Další odlišností je, že neplatící uživatelé musí své zprávičky publikovat pod licencí Creative Commons Uveďte autora-Zachovejte licenci 3.0. Platící zákazníci mohou mít poddoménu se svým mikroblogem a licenci svých zpráviček si mohou zvolit.